# Asyneuma pulchellum
Asyneuma pulchellum là loài thực vật có hoa trong họ Hoa chuông. Loài này được (Fisch. & C.A.Mey.) Bornm. mô tả khoa học đầu tiên năm 1921.